# جراحی (مه‌ولات)
جراحی (مه ولات)، روستایی از توابع بخش مرکزی شهرستان مه ولات در استان خراسان رضوی ایران است.

## جمعیت
این روستا در دهستان مه ولات جنوبی قرار دارد و براساس سرشماری مرکز آمار ایران در سال ۱۳۸۵، جمعیت آن ۱۷ نفر (۴خانوار) بوده‌است.